# 宇宙戰士 (OVA)
《宇宙戰士》（宇宙の戦士，英文標題Starship Troopers）是改編自羅伯特·海萊因執筆的科幻小說《星艦戰將》的日本OVA動畫，由日昇動畫與萬代影像所製作，於1988年發行。後來在1991年1至2月間，於東京電視台播出。

## 製作
1977年於早川書房「早川文庫」書系所出版的日文版《星艦戰將》譯本（矢野徹譯），加上由Studio Nue為小說插畫所設計的動力裝甲，成為科幻迷之間的話題。隸屬於同出版社的作家高千穗遙將這部小說當作參考書籍，推薦給當時日昇動畫的企劃部長山浦榮二，間接影響到《機動戰士鋼彈》的誕生。高千穗遙在這段期間提議取得《星艦戰將》的影像改編權，之後日昇動畫以「不於北美公開」為條件取得改編權，進而在1988年正式發行改編動畫OVA。
製作方面，從Studio Nue邀請了當初負責設計小說插畫中機械設計的宮武一貴將動力裝甲與母艦「羅傑‧楊」重新設計以供動畫使用。
劇情方面重現了原著的故事主軸「遙遠的未來所發生之地球人與外星生物間的宇宙戰爭」，但是淡化了原著中的政治思想與設定（包括必須從軍才能獲得能夠投票與從政的公民權），而較強調「軍旅生活」與「青春」之要素，並描述了主角強尼‧瑞可從一名高中生成為士兵的成長。

## 劇情
剛從高中畢業的強尼瑞可，因為暗戀的對象‧卡門希妲要加入地球聯邦宇宙海軍的關係，加上好友卡爾的建議，因而決定加入機動步兵。
在新訓營的期間，地球遭到外星生命體的攻擊，使得原本的邊境戰爭擴大為全面戰爭。
訓練結業之後，瑞可與營中的同袍正式成為機動步兵成員，並加入即將展開的外星生命體的母星克蘭達蘇攻略戰。

## 製作成員
- 原著：羅伯特·海萊因
- 導演：網野哲郎（アミノテツロー）
- 劇本統籌：伊東恆久
- 人物設計、作畫監督：稲野義信
- 機械設計：宮武一貴 （Studio Nue）
- 作曲：難波弘之

## 主要角色
- 胡安‧「強尼」‧里哥（ジュアン・リコ「ジョニー」，Juan "Johnnie" Rico）

聲：松本保典
主角。里哥食品公司的繼承人。高中時候參加美式足球校隊。高中畢業之際，因為暗戀的對象‧卡門西妲加入海軍的關係而決定從軍，因此加入地球聯邦軍的機動步兵。新訓結束之後，被分發到第一機動步兵師團第三團第一營Ｋ連「威利野貓」。
- 卡門西妲‧伊凡涅茲（カルメンシータ・イバニェス，Carmencita Ivanêz）

聲：佐久間玲
強尼的高中同學，也是他暗戀的對象。高中時候為啦啦隊隊長，畢業時決定從軍，加入了地球聯邦軍的宇宙海軍。卡門西妲為強尼想從軍的主因。
- 艾米利歐‧里哥（エミリオ・リコ，Emilio Rico）

聲：小川真司
強尼的父親，雖然不贊成強尼從軍，但還是支持他的決定。
- 瑪麗亞‧里哥（マリア・リコ，Maria Rico）

聲：弥永和子
強尼的母親，極力反對強尼從軍，但最後還是讓強尼加入了機動步兵。之後死於布宜諾斯艾利斯襲擊事件。
- 任中士（ズイム軍曹，Sergeant Zim）

聲：神谷明
新兵訓練營的教官。
原著中的全名為查爾斯‧任（Charles Zim）。
- 葛瑞格‧派特森（グレック・パターソン，Greg Paterson）

聲：鈴置洋孝
強尼在新訓營的同袍、好友。個性溫和、善體人意。強尼認為葛瑞格比他更有資格當排長，但是葛瑞格認為自己太平凡，不適合當排長。之後在火星上的模擬戰遭逢外星生命體入侵，為了救強尼而抗命，最後遭敵軍所殺。由於抗命的關係，而無法於死後獲得追贈勳章。家鄉有個女友蘿拉，但在他死後半年另嫁他人。
- 「小貓」史密斯‧亞法德（「子猫」スミス・アルファード，Smith "Kitten" Alphard）

聲：井上和彥
強尼在新訓營的同袍、好友，之後成為的隊友。個性較為莽撞。左耳有穿耳洞。
不同於原著，動畫並無交代史密斯是否戰死。
- 派特‧萊維（パット・レイヴィ，Pat Leivy）

聲：速水奨
強尼在新訓營的同袍，之後成為隊友。身材較大。在營新訓期間遭到女友兵變。
- 阿東（, T. Azuma）

聲：池田秀一
強尼在新訓營的同袍，之後成為隊友。日本關西人。總是戴著耳機聽著CD隨身聽。在克蘭達蘇攻略戰時因為恍神被捲入敵方戰機的爆炸而死。
- 卡爾（Carl）

聲：三矢雄二
強尼的高中同學、好友。高中畢業時決定從軍。他曾建議強尼從軍。
- 狄奧多‧Ｃ‧亨德利克（シアドア・ヘンドリック，Theodore C. Hendrick）

聲：曾我部和恭
強尼在新訓營的同袍，數度與任教官發生衝突。
不同於原著觸犯軍法而遭鞭刑後勒令退伍，亨德利克在一場火災救援後認為自己不適應而自請退伍。
- 克麗亞下士（クレア伍長，Corporal Clea）

聲：島津冴子
負責管理動力裝甲格納庫的女性下士。認識史密斯的父親。
- 丹中士（ダン軍曹，Sergeant Dunn）

聲：廣森信吾
強尼所屬小隊的隊長，在克蘭達蘇攻略戰中帶頭攻擊敵人基地。
- 伊恩‧法蘭克爾上尉（フランケル大尉, Ian Frankel）

聲：西村知道
機動步兵新訓營「亞瑟·居禮」的長官。
- 伊薇特‧泰拉德利亞艦長（イベット・テラドリア艦長，Captain Yvette Teladrier）

聲：土井美加
機動步兵運輸船「羅傑‧楊」的艦長。女性。
原著中的全名為伊薇特‧戴拉德利亞（Yvette Deladrier）
- 切倫柯夫（チェレンコフ, S. Cherenkov）

聲：安西正弘
與強尼同部隊的成員。在強尼新訓結束之後才相遇。膚色黝黑、身材高大，蓄鬍。

## 作品列表
- 宇宙戰士 Vol.1
  - 第1集「強尼」
  - 第2集「亨德利克」
- 宇宙戰士 Vol.2
  - 第3集「瑪麗亞」
  - 第4集「葛瑞格」
- 宇宙戰士 Vol.3
  - 第5集「契倫柯夫」
  - 第6集「卡門希妲」

## 歌曲

### 主題歌
- Believe

歌：角田☆博
作曲：角田☆博
作詞：Linda Henrrick
第1部片頭曲
第2部片尾曲
第6集片頭曲
- We can make it

歌：角田☆博
作曲：角田☆博
作詞：Linda Henrrick
第1集片尾曲
第2部片頭曲
第5集片頭曲
第6集片尾曲
- STEP BY STEP

歌：本城未沙子
作曲：難波弘之
作詞：Linda Henrrick
第1集插曲
第2集片尾曲
第5集片尾曲
第6集插曲

### 挿曲
- CRAZY LOVE

歌：茂村泰彥、Jacky
作曲：茂村泰彥
作詞：Linda Henrrick
- MAY BE TOMORROW

歌：茂村泰彥、Jacky
作曲：茂村泰彥
作詞：Linda Henrrick

## 外部連結
- 宇宙戰士在動畫新聞網百科全書中的資料（英文）
- Starship Troopers at Gears Online（页面存档备份，存于）
- 互联网电影数据库（IMDb）上《宇宙戰士(1988)》的资料（英文）